# مکانیک خاک (کتاب)
مکانیک خاک (کتاب) کتابی از کامبیز بهنیا و امیرمحمد طباطبایی است که در سال ۱۳۶۵ منتشر و در مراسم کتاب سال جمهوری اسلامی ایران به‌عنوان کتاب برگزیده معرفی شد.